# АЕС Огеста
АЕС Огеста (швед. Ågestaverket) — закрита атомна електростанція у центральній Швеції.
Станція розташована у комуні Гуддінге лена Стокгольм всього за 14 км на південь від центру Стокгольма.
АЕС Огеста – перша атомна електростанція у Швеції. 
Була закладена в 1957 році та працювала 1964 — 1974 рр. 
На станції було встановлено єдиний важководневий ядерний реактор типу R3. 
Потужність його становила лише 12 МВт, що й становило загальну потужність АЕС Огеста. 
Метою будівництва цієї атомної електростанції було не тільки використання його як енергетичного та теплового реактора для Стокгольма, але й напрацювання збройового плутонію у разі необхідності для армії Швеції та країн НАТО.
Однією з особливостей реактора був підземний тип розташування. 
Реактор АЕС Огеста знаходиться у скелі. 
Ще одним важливим моментом є використання природного (незбагаченого) урану як палива для реактора типу R3, встановленого на АЕС Огеста.
Причинами зупинки реактора, який пропрацював лише десять років, були його вкрай низька потужність, а також світова енергетична кон'юнктура, що складалася з важкого стану світової економіки та вкрай низьких цін на природні енергоносії, насамперед нафту.
Також було розпочато будівництво нового шведського важководневого реактора R4, але з економічних причин воно також було зупинено.

## Інформація про енергоблоки
| Енергоблок | Тип реакторів | Потужність | Потужність | Початок будівництва | Фізпуск    | Підключення до мережі | Вводення в експлуатацію | Закриття   |
| Енергоблок | Тип реакторів | чистий     | брутто     | Початок будівництва | Фізпуск    | Підключення до мережі | Вводення в експлуатацію | Закриття   |
| ---------- | ------------- | ---------- | ---------- | ------------------- | ---------- | --------------------- | ----------------------- | ---------- |
| Огеста     | PHWR, R3      | 10 МВт     | 12 МВт     | 01.12.1957          | 17.07.1963 | 01.05.1964            | 01.05.1964              | 02.06.1974 |